# Rugby X
Rugby Xは、ラグビーユニオン、より正確にはラグビーセブンズの変種であり、1チームは5人の選手（典型的には3人のフォワードと2人のバックス）からなる。試合時間はかなり短く、大抵はハーフタイム休憩なしで10分間である。
試合は、よりスピードとアクションを備えたラグビーセブンズの変種としてベン・ライアンによって考案され、2019年10月29日にO2アリーナ（ロンドン）6チームによる国際大会として初めて始まった。
ルール（規則の変動）はラグビーセブンズ (以下、セブンズ) と似ており、ワールドラグビーによって承認されている。

## 規則
試合はテンポの速いセブンズとなることが意図されているが、7人制とは対照的に、その規則はラグビーユニオンの古典的ルールとは大きく異なっている。
- ピッチはセブンズの半分のサイズ。55×32 [m]と5メートル (m)のランオフ。
- 各サイド5人の選手と7人の控え選手。控え選手はトライ後のブレーク時にピッチに入ることができる。
- 得点はトライによる5点のみ。コンバージョン・ドロップゴール・ペナルティ (PG/PT) はない。
- キックオフは5メートル (m) ラインからのタップスタートに置き換えられ、相手チームは10 m (テン・メーター) 下がる。
- チップキックは許されるが、ボックスキックは反則。キックが高さ10メートルを超えると、レフリーはボール追跡システムを使ったリアルタイム通知を受け取る。
- ラインアウトは控え選手によるクイックスローに置き換えられる。
- スクラムは各チーム3人が参加し、プッシング（押すこと）とフッキング（ボールを足で掻き込むこと）は反則。
- 引き分けの試合は、5メートル (m) ライン上の1人の守備選手および、ゴールから30 m離れた位置のボールを持った1人の攻撃選手による「ワン・オン・ワン」で決着をつける。攻撃側は10秒以内に得点しなければならない。サドンデス形式ペナルティ・シュートアウトのように行われる。Aチームが得点したとすると、Bチームが次に得点できなければAチームの勝ちとなる。

## 歴史
本プロジェクトは当初、フィジー代表のコーチとしてオリンピックで金メダルを獲得したベン・ライアンによって、ワールドラグビーとRFUの協力を得て始められた。

## 大会

### Rugby Xロンドン大会（O2アリーナ）
- 出場チーム
  - 女子: フランス・アイルランド・アメリカ合衆国・イングランド
  - 男子: フランス・アイルランド・アメリカ合衆国・イングランド、アルゼンチン・バーバリアンズ

女子トーナメントはイングランド、男子トーナメントはアルゼンチンが優勝した。